# Никоро, Зоя Сафроновна
Зоя Сафроновна (Сафроньевна) Никоро (1904 — 1984) — советский генетик и педагог.

## Биография
Зоя Сафроновна родилась в небогатой семье (отец рабочий) в Петербурге в 1904 г. Детство прошло в Молдавии, г. Измаил, поскольку родители развелись, мать переехала с тремя дочерьми. Зоя Сафроновна была разносторонним ребёнком, имела множество увлечений, таких как музыка, философия, биология и математика. При поступлении выбрала факультет агрономии и зоотехнии Петроградского сельскохозяйственного института, а в 1926 г. получила диплом и специальность агронома-зоотехника.
После некоторого времени работы по специальности, Зоя Сафроновна поняла, что настоящий её интерес принадлежит генетики, а конкретнее, наследственности признаков. Зоя Сафроновна посетила в роли слушателя Всесоюзный съезд генетиков и селекционеров, где встретила своих бывших однокурсников: Валентина Эмильевича Флёсса (который в последствии станет её мужем) и Павла Романовича Лепера. Товарищи заинтересовали Зою Сафроновну повествованием о своей работе на Центральной генетической станции (ЦГС), что в конечном итоге послужило мотивацией для её дальнейшего трудоустройства в ЦГС. В ЦГС Зоя Сафроновна проработала недолго, ей пришлось уволиться оттуда вследствие рождения ребёнка и отсутствия квартиры в Москве. К счастью, Б. Н. Васин, заведующего кафедрой генетики и селекции в Институте пушного звероводства Наркомвнешторга, приглашает ценного работника Зою Сафроновну на должность ассистента кафедры.
Своими научными учителями Зоя Сафроновна Никоро считала Н. П. Дубинина, Н. К. Кольцова, С. С. Четверикова.
С 1932 по 1942 гг. — она доцент, а затем и заведующая кафедрой генетики и селекции Горьковского государственного университета. С 1942 по 1944 гг. в работе генетика случился вынужденный перерыв — ей пришлось работать районным зоотехником Райзо по племенному делу в г. Курмыш Горьковской области. С 1944 по 1948 гг. З. С. Никоро — с.н.с., затем заведующая сектором селекции дубового шелкопряда на шелководческой станции в Харьковской области.
После Августовской сессии ВАСХНИЛ 1948 г., жизнь Зои Сафроновны кардинально меняется: десять лет она отстраняется от работы, в связи с несогласием с теоретическими положениями Т. Д. Лысенко. Зоя Сафроновна переезжает в г. Измаил Одесской области, работает там педагогом-воспитателем в детском туберкулёзном санатории, затем баянистом в Базовом матросском клубе, позже пианисткой эстрадного оркестра ресторана «Голубой Дунай» и т. д.
При организации Н. П. Дубининым Института цитологии и генетики в Новосибирске Зоя Сафроновна (его ученица) стала одной из первых приглашённых учёных. В феврале 1958 г. её приняли на должность с.н.с. лаборатории гетерозиса ИЦиГ СО РАН СССР. Первым научным интересом для исследования в ИЦиГе стали опыты на кукурузе. В 1963 г. Зоя Сафроновна стала заведующей лабораторией генетических основ селекции животных, с 1971 по 1978 гг. — заведующей лабораторией генетики популяций.
Новосибирский период жизни учёной-генетика действительно «качественный»: у неё много публикаций, она выступает редактором книг и сборников, преподаёт. В начале деятельности Института цитологии и генетики Зоя Сафроновна даже организовывала семинары по биологической статистике и количественной генетики для сотрудников Института.

## Научные работы
- Дубинин Н. П., Гептнер М. А., Никоро З. С. и др. Экспериментальный анализ экогенотипов Drosophila melanogaster. Часть 2 // Биол. журнал. 1934. Т. 3. Вып. 1. C. 207—216.
- Никоро З. С., Гусев С. Н., Павлов Е. А., Грязнов И. Н. Закономерности половой изоляции у некоторых линий Drosophila melanogaster // Биол. журнал. 1935. Т. 4. № 3. C. 569—585.
- Никоро З. С., Гусев С. Н. Экспериментальная проверка действия генетико-автоматических процессов в популяции // Биол. журнал. 1938. Т. 7. № 1. С. 197—216.
- Никоро З. С., Рогозянова А. И. О взаимодействии генетико-автоматических процессов и естественного отбора // Биол. журнал. 1938. Т. 7. № 5/6. С. 1139—1144.
- Никоро З. С. Изучение природы гетерозиса и методов его использования в селекции растений // Бюл. МОИП. Отд. биол. 1961. Т. 66. Вып. 4. С. 119—133.
- Никоро З. С. Изменение строения популяции под действием отбора в случае сверхдоминирования // Бюл. МОИП. Отд. биол. 1964. Т. 64. Вып. 2. С. 5-31.
- Никоро З. С. О некоторых случаях отрицательной корреляции между родителем и потомком у крупного рогатого скота // Генетические основы селекции сельскохозяйственных животных. Новосибирск: Ред.-изд. отдел СО АН СССР. 1965. С. 7-35.
- Никоро З. С. Значение окраски в племенной работе с крупным рогатым скотом // Генетические основы селекции сельскохозяйственных животных. Новосибирск: Ред.-изд. отдел СО АН СССР. 1965. С. 111—118.
- Лепер П. Р., Никоро З. С. Генетико-математические основы различных методов оценки племенных качеств животных. Новосибирск: Наука. 1966. 142 с.
- Никоро З. С., Сидоров А. Н. Генетический анализ восстановителей фертильности в сорте кукурузы Рисовая 645 // Генетика. 1966. № 4. С. 64-73.
- Голубовская И. Н., Никоро З. С., Хвостова В. В. Анализ возможности отбора на повышение плодовитости у константных 56-хромосомных пшенично-пырейных гибридов // Генетика. 1966. № 4. С. 86-96.
- Никоро З. С. Оценка быков-производителей как основное звено селекционно-племенной работы // Генетика. 1966. № 9. С. 38-48.
- Беляев Д. К., Берг Р. Л., Воронцов Н. Н., Керкис Ю. Я., Красновидова С. С., Никоро З. С. и др. Общая биология (Пособие для учителя). М.: Просвещение. 1966. 320 с.
- Никоро З. С., Стакан Г. А., Харитонова З. Н. и др. Теоретические основы селекции животных. М.: Колос, 1968. 439 с.
- Никоро З. С., Киселёва З. С. Соотношение генетических и фенотипических корреляций // Вопросы математической генетики. Минск: Наука и техника. 1969. С. 129—138.
- Никоро З. С. Использование коэффициента наследуемости в селекционной работе при массовом улучшении скота и в племенных стадах // Генетика и новые методы селекции молочных пород скота. М.: Колос. 1970. С. 90-97.
- Никоро З. С., Решетникова Н. Ф., Киселёва З. С. К вопросу о прогнозировании признаков молочной продуктивности // Генетика и новые методы селекции молочных пород скота. М.: Колос. 1970. С. 120—125.
- Голубовская И. Н., Никоро З. С., Хвостова В. В. Анализ возможности отбора на повышение плодовитости неполных пшенично-пырейных амфидиплоидов (2n = 56). Сообщение 2. Анеуплоидия, мейоз, озернённость // Генетика. 1970. Т. 6. № 2. С. 5-13.
- Никоро З. С., Решетникова Н. Ф. Изучение наследования некоторых биологических и хозяйственно-полезных признаков у крупного рогатого скота. Сообщение 1. Наследование масти у крупного рогатого скота // Генетика. 1971. Т. 7. № 11. С. 46-55.
- Никоро З. С., Решетникова Н. Ф., Харитонова З. С., Трошин И. П. Изучение наследования некоторых биологических и хозяйственно-полезных признаков у крупного рогатого скота при помощи межпородных скрещиваний. Сообщение 2. Наследование процента жира при межпородных скрещиваниях // Генетика. 1971. Т. 7. № 12. С. 39-52.
- Никоро З. С., Рокицкий П. Ф. Применение и способы определения коэффициента наследуемости // Генетика. 1972. Т. 8, № 2. С. 170—178.
- Заславский А. Е., Никоро З. С. Отбор производителей по их фенотипам и по фенотипам их потомков // Исследования по теоретической генетике. Новосибирск: ИЦиГ СО АН СССР. 1972. С. 165—182.
- Никоро З. С. Использование математических моделей в селекции по количественным признакам // Проблемы теоретической и прикладной генетики. Новосибирск: ИЦиГ СО АН СССР. 1973. С. 281—303.
- Никоро З. С., Заславский А. Е. Некоторые принципы планирования работы по оценке племенной ценности животных // Генетика. 1973. Т. 9. № 4. С. 121—125.
- Гинзбург Э. Х., Никоро З. С. К вопросу о генетических корреляциях. Сообщение 1. Плейотропия и неравновесность // Генетика. 1973. Т. 9. № 2. С. 45-54.
- Гинзбург Э. Х., Никоро З. С. К вопросу о генетических корреляциях. Сообщение 2. Способы оценки // Генетика. 1973. Т. 9. № 6. С. 148—155.
- Гинзбург Э. Х., Никоро З. С., Животовский Л. А., Эрнст Л. К. К вопросу о генетических корреляциях. Сообщение 3. Корреляция между молочной продуктивностью и процентом жира у крупного рогатого скота // Генетика. 1973. Т. 9. № 6. С. 156—164.
- Гинзбург Э. Х., Никоро З. С. Связь продолжительности продуктивного использования животных с их хозяйственно-полезными характеристиками // Генетика. 1973. Т. 9. № 7. С. 158—162.
- Никоро З. С., Харитонова З. Н. Генетические основы селекционной работы с крупным рогатым скотом в Якутии. Новосибирск: Наука. 1974. 99 с.
- Никоро З. С. Вопросы планирования селекционно-племенной работы с крупным рогатым скотом // Генетика. 1974. Т. 10. № 7. С. 29-37.
- Никоро З. С., Васильева Л. А. Экспериментальная проверка возможности использования генетико-статистической модели для оценки неравновесных популяций // Генетика. 1974. Т. 10. № 10. С. 58-67.
- Гинзбург Э. Х., Никоро З. С. Роль предварительного отбора при оценке племенной ценности // Вопросы математической генетики. Новосибирск: ИЦиГ СО АН СССР. 1974. С. 179—186.
- Никоро З. С. Аддитивное значение признака и племенная ценность особи // Вопросы теоретической и прикладной генетики. Новосибирск: ИЦиГ СО АН СССР. 1975. С. 82-83.
- Никоро З. С. Статистические модели в теории селекции // Моделирование биологических систем. Ч. 1. Новосибирск: НГУ. 1976. С. 5-80.
- Никоро З. С., Гинзбург Э. Х. Генетико-математические методы внутрипопуляционной селекции // Генетическая теория отбора, подбора и методов разведения животных. Новосибирск: Наука. 1976. С. 33-40.
- Никоро З. С., Васильева Л. А. Об ошибках при использовании селекционно-генетических параметров в неравновесных популяциях // Математические модели генетических систем. Новосибирск: ИЦиГ СО АН СССР. 1976. С. 69-111.
- Васильева Л. А., Никоро З. С. Динамика ответов на отбор и анализ причин селекционного плато в популяции Drosophila melanogaster // Генетика. 1976. Т. 12. № 4. С. 63-72.
- Никоро З. С. Анализ генетического разнообразия популяций при помощи показателя непанмиктичности «y» // Математические модели эволюции и селекции. Новосибирск: ИЦиГ СО АН СССР. 1977. С. 111—119.
- Гинзбург Э. Х., Никоро З. С. Генетическое описание наследования количественных признаков. Сообщение 2. Полигенная или олигогенная модели? // Генетика. 1982. Т. 18. № 8. С. 1343—1352.
- Никоро З. С., Гинзбург Э. Х. Генетический анализ количественных признаков у самоопылителей // Успехи теоретической и прикладной генетики. Новосибирск: ИЦиГ СО АН СССР. 1982. С. 178—180.
- Гинзбург Э. Х., Никоро З. С. Разложение дисперсии и проблемы селекции. Новосибирск: Наука. 1982. 168 с.

## Награды и звания
- Орден «Знак Почёта»
- Почётный знак «Заслуженный ветеран Сибирского отделения АН СССР»